# X-Men (film)
 For alternative betydninger, se X-Men (flertydig). (Se også artikler, som begynder med X-Men)
X-Men er en amerikansk superheltefilm fra 2000 instrueret og skrevet af Bryan Singer og baseret på Marvelfigurene X-Men. Filmen har bl.a. Hugh Jackman, Anna Paquin, Patrick Stewart, Ian McKellen og Famke Janssen på rollelisten. X-Men vandt en Saturn Award for årets bedste film. 
Filmen blev i 2003 efterfulgt af X-Men 2, der også er instrueret af Bryan Singer.

## Medvirkende
| Skuespiller     | Rolle                          |
| --------------- | ------------------------------ |
| Patrick Stewart | Professor «Charles Xavier»     |
| Hugh Jackman    | Wolverine «Logan»              |
| Halle Berry     | Storm «Ororo Munroe»           |
| Ian McKellen    | Magneto «Eric Lehnsherr»       |
| Famke Janssen   | Phoenix «Jean Grey»            |
| Anna Paquin     | Rogue «Marie»                  |
| Kelsey Grammer  | Beast «Dr. Henry "Hank" McCoy» |
| James Marsden   | Cyclops «Scott Summers»        |
| Rebecca Romijn  | Mystique «Raven Darkholme»     |
| Shawn Ashmore   | Iceman «Bobby Drake»           |
| Sumela Kay      | Shadowcat «Kitty Pryde»        |

## Ekstern henvisning
- X-Men på Internet Movie Database (engelsk)
- X-Men på Filmdatabasen
- X-Men på Scope
- X-Men i Svensk Filmdatabas (svensk)
- X-Men på AlloCiné (fransk)
- X-Men på MovieMeter (nederlandsk)
- X-Men på AllMovie (engelsk)
- X-Men hos American Film Institute (engelsk)
- X-Men hos British Film Institute (engelsk)
- X-Mens profil hos Encyclopædia Britannica Online (engelsk)